# Хотимяе
Хотимяе (ест. Hotõmäe) — село в Естонії, входить до складу волості Риуге, повіту Вирумаа.